# Wangjia (sockenhuvudort i Kina, Jiangxi Sheng, lat 28,71, long 116,94)
Wangjia är en sockenhuvudort i Kina. Den ligger i provinsen Jiangxi, i den sydöstra delen av landet, omkring 100 kilometer öster om provinshuvudstaden Nanchang. Antalet invånare är 17 310. Befolkningen består av 8 266 kvinnor och 9 044 män. Barn under 15 år utgör 24,0 %, vuxna 15-64 år 66 %, och äldre över 65 år 8,0 %.
Runt Wangjia är det tätbefolkat, med 266 invånare per kvadratkilometer. Närmaste större samhälle är Chenying, 12,6 km öster om Wangjia. Trakten runt Wangjia består till största delen av jordbruksmark.
Genomsnittlig årsnederbörd är 2 308 millimeter. Den regnigaste månaden är juni, med i genomsnitt 395 mm nederbörd, och den torraste är oktober, med 33 mm nederbörd.